# Decreto legislativo 14 agosto 1996, n. 494
Il decreto legislativo n. 494 del 14 agosto 1996 era una norma della Repubblica Italiana concernente la sicurezza del lavoro nei cantieri edili ed applicava le norme del Decreto legislativo 19 settembre 1994, n. 626, concernente la sicurezza sul lavoro in Italia, relativamente al settore dell'edilizia.
Con la promulgazione e l'entrata in vigore del T.U.S.L. (nuovo Testo Unico Sicurezza Lavoro, recato dal D.Lgs. 81/2008) il decreto 494 è stato abrogato. Il T.U.S.L. ha operato una generale opera di riforma e riordino della normativa in materia di sicurezza del lavoro, ed i contenuti del 494, che recepiva nella legislazione italiana la cosiddetta Direttiva Cantieri, sono oggi contenute nel Titolo IV del D.Lgs.81/2008.
Il T.U.S.L. ha operato un'azione di riforma oltre che di riordino, e numerose sono le modifiche introdotte dalla nuova norma di recepimento della Direttiva Cantieri.

## Descrizione generale
Il decreto con cui le regole generali che in Italia fanno capo al Decreto 626 (norma madre per la sicurezza sul lavoro) si applicano al settore dell'edilizia. Spesso indicato con il numero 494
veniva utilizzato con significati traslati e più ampi rispetto alla mera identificazione della norma di legge. Questi significati possono essere così elencati:
- 494 è il D.Lgs. 494/1996 in materia di sicurezza e salute nei cantieri temporanei o mobili.
- 494 è – in senso estensivo – l'insieme dell'apparato tecnico-normativo che regola la sicurezza in cantiere. Quando si dice che “un ponteggio non è a norma 494” o che “la recinzione non è conforme al 494” si intende che questi apprestamenti sono difformi a particolari norme tecniche diverse dal D.Lgs. 494/1996 ma riferite ed applicabili al cantiere come luogo di lavoro.
- 494 è – in senso traslato – la prestazione professionale del coordinatore per la sicurezza (adeguatamente compensata), il quale ai sensi del decreto, come meglio illustrato più avanti, predispone il piano di sicurezza e ne controlla l'applicazione da parte delle imprese.

## I principi fondanti del 494
Il Decreto 626 (D.Lgs. 626/1994) (che norma la sicurezza nei luoghi di lavoro) aveva escluso il cantiere edile dal proprio ambito di applicazione. Questa esclusione derivava, evidentemente, dal fatto che il cantiere temporaneo o mobile si configura come diverso e diversamente organizzato rispetto al normale luogo di lavoro aziendale, in funzione del quale sono strutturate le regole stabilite dal 626.
In particolare il cantiere:
- è un luogo di lavoro continuamente mutevole per quanto attiene alle posizioni di lavoro, alle macchine, alle opere provvisionali;
- è un luogo di lavoro in cui operano, con possibili diverse sovrapposizioni spaziali e temporali, diversi datori di lavoro e lavoratori autonomi;
- è un luogo di lavoro in cui la gerarchia tra datori di lavoro (appaltatore o appaltatori, subappaltatori, lavoratori autonomi), può essere molto variamente organizzata, ma è comunque finalizzata alla realizzazione ultima di un'opera edile per un committente.

Per questi motivi, si è resa necessaria una norma speciale riferita al solo cantiere edile. Il 494 si prefigge di garantire una adeguata sicurezza nel cantiere mediante (in sintesi):
- la responsabilizzazione del committente, a cui compete l'attività di vertice nell'organizzazione del lavoro in cantiere;
- l'attività dei coordinatori per la sicurezza i quali – in possesso di adeguate conoscenze tecniche – dispongono le adeguate misure per la riduzione dei rischi (tra cui in particolare quelli di più difficile valutazione derivanti dalla organizzazione delle fasi di lavoro, dalle sovrapposizioni e dalle interferenze) e ne controllano l'applicazione;
- la predisposizione, approvazione/accettazione e applicazione dei piani di sicurezza.

## Ruoli e figure professionali ai sensi del 494
Il D.Lgs. 494/1996 ha individuato alcuni nuovi soggetti e figure professionali, in capo ai quali sono posti precisi obblighi.

### Il committente ed il responsabile dei lavori
È il soggetto per conto del quale l'intera opera viene realizzata.
In fase di progettazione gli obblighi del committente in sintesi sono riferiti:
- al rispetto delle misure generali di tutela ed all'analisi delle fasi di lavoro ai fini della loro pianificazione;
- alla valutazione dell'entità presunta del cantiere e degli eventuali rischi particolari, con la conseguente nomina del coordinatore della sicurezza per la progettazione, nei casi previsti.

In fase di esecuzione dell'opera gli obblighi in sintesi sono riferiti:
- alla nomina del coordinatore della sicurezza per l'esecuzione (nei casi previsti) ed alla verifica dell'idoneità tecnico-professionale delle imprese e dei lavoratori autonomi, con l'acquisizione della relativa documentazione, riferita anche alla regolarità previdenziale e assicurativa.

Il responsabile dei lavori è una figura accessoria (la nomina non è obbligatoria) al quale il committente può delegare l'adempimento di tutti o alcuni dei propri obblighi.

### CSP - Il coordinatore per la progettazione
Il “coordinatore in materia di sicurezza e di salute durante la progettazione dell'opera” (o più brevemente coordinatore per la progettazione) è anch'esso una nuova figura individuata dal D.Lgs. 494/96. È un tecnico con particolari capacità (per operare deve essere provvisto di titolo di studio, dimostrata esperienza professionale, frequenza ad uno speciale corso 120 ore)
I suoi obblighi consistono nella redazione di due documenti obbligatori, che hanno come fine il miglioramento dei livelli di sicurezza nel cantiere ed anche nei successivi interventi di manutenzione:
- il PSC o piano di sicurezza e di coordinamento;
- il “fascicolo contenente le informazioni utili” o “fascicolo tecnico”.

### CSE - Il coordinatore per l'esecuzione
Il “coordinatore in materia di sicurezza e di salute durante la realizzazione dell'opera” (o più brevemente coordinatore per l'esecuzione dei lavori) come il coordinatore per la progettazione deve avere determinati requisiti professionali.
I suoi obblighi consistono sostanzialmente nel controllo dell'applicazione (sia tecnica che documentale) del PSC da parte delle imprese, nonché di tutti gli altri adempimenti connessi.

### Altri ruoli e figure
L'applicazione del 494 e la gestione della sicurezza in cantiere coinvolgono anche altre figure, la cui definizione ed il cui ruolo principale sono già oggetto di altre norme. Tra questi ricordiamo:
- l'appaltatore dei lavori;
- l'impresa o datore di lavoro (sostanzialmente coincidenti);
- i lavoratori;
- i lavoratori autonomi;
- il progettista ed il direttore dei lavori.

## L'applicazione del 494
Il Decreto 494 è entrato in vigore nel 1997 e - come già anticipato - è stato abrogato e sostituito dal T.U.S.L. nel 2008. Prevede, nella sua applicazione più canonica, che il committente – quando avvia la progettazione di un'opera edile – affidi al coordinatore la valutazione dei rischi prevedibili nel futuro cantiere e la conseguente predisposizione delle idonee misure atte ad eliminare o a ridurre questi rischi. Questa operazione coinvolge anche il progettista, con il quale il coordinatore lavorerà di concerto, e si concretizzerà in un progetto razionalizzato ai fini dell'esecuzione degli interventi, e di cui farà parte anche il PSC (piano di sicurezza e di coordinamento).
Il committente è particolarmente responsabilizzato anche nella scelta dell'appaltatore e/o delle imprese e lavoratori autonomi, che devono avere adeguata capacità in funzione dei lavori da eseguire.
Alle imprese sarà imposta contrattualmente l'accettazione e l'attuazione del PSC.
In fase di realizzazione dei lavori al coordinatore per l'esecuzione spetta il controllo dell'applicazione dei piani di sicurezza da parte delle imprese. Questa attività – particolarmente impegnativa e responsabilizzante – si realizza con una serie di sopralluoghi in cantiere (in particolare nelle fasi di maggiore criticità) e nell'acquisizione o controllo della documentazione che dimostra l'adempimento degli obblighi da parte dei datori di lavoro. Tra questi vi è la predisposizione del POS (piano operativo di sicurezza).

## I piani di sicurezza

### Il PSC
Il PSC o Piano di sicurezza e coordinamento è un documento introdotto dal decreto 494 che viene allegato al contratto d'appalto e ne diventa parte integrante. Esso viene redatto al fine di coordinare l'attività delle varie imprese presenti nel cantiere in modo da evitare l'insorgere di interferenze tra la varie lavorazioni; pertanto, è il piano d'insieme che governa l'allestimento, lo sviluppo e la gestione delle attività nel cantiere. Esso cioè definisce l'”architettura” del cantiere, ai fini della riduzione dei rischi. Viene preparato dal coordinatore per la progettazione, riferito allo specifico cantiere, ed imposto alle imprese esecutrici da committente. Non sempre è obbligatorio poiché, nel caso in cui in cantiere operasse una singola impresa è sufficiente il solo POS dell'impresa esecutrice.

### Il POS
Il POS o piano operativo di sicurezza è il piano redatto dall'impresa esecutrice, riferito alle lavorazioni eseguite dall'impresa stessa. Non è un piano generale ma è un piano aziendale, che descrive l'adempimento del datore di lavoro ai propri obblighi principali e dimostra l'avvenuta valutazione dei rischi per le operazioni di lavoro previste.
Si spiega quindi la presenza di più piani di sicurezza in uno stesso cantiere: il PSC governa l'organizzazione generale, alla quale devono essere coerenti i POS delle diverse imprese (che quindi accedono al cantiere avendo predisposto un adeguato abbattimento dei rischi).
L'impresa il cui POS non sia stato accettato non può entrare nel cantiere.

## L'evoluzione del 494 ed il quadro normativo generale
Il Decreto Legislativo 14 agosto 1996 n. 494 è stato emanato in recepimento della direttiva comunitaria 92/57/CEE meglio nota come “Direttiva Cantieri” ed è stato soggetto ad una riforma significativa con la promulgazione del Decreto Legislativo 19 novembre 1999 n. 528 (noto anche come decreto “494-bis”) e ad alcune ulteriori modeste modifiche e integrazioni.
In attuazione del D.Lgs. 494/1996 e della L. 109/1994 s.m. (poi abrogata) è stato emanato il Decreto Presidente della Repubblica 3 luglio 2003 n. 222 recante il Regolamento sui piani di sicurezza nei cantieri.
Il 494 si applica tanto al settore pubblico che a quello privato. In ambito pubblico la norma si integra con il Decreto Legislativo 12 aprile 2006 n. 163 (nuovo “Codice degli appalti e dei contratti”).